# Ashotavan
Ashotavan (in armeno Աշոտավան; precedentemente Aghk'end/T'azak'end/Khnok/Kirakosik) è un comune dell'Armenia, precisamente della provincia di Syunik; nel 2010, ovvero nell'ultimo censimento, si contavano 647 abitanti.